# Kolófonas (Chálki)
Kolófonas, en grec moderne : Κολόφονας ou Kolofónas (grec moderne : Κολοφώνας), est un îlot inhabité au large de l'île de Chálki, dans le Dodécanèse en Grèce.
Il est situé entre les îles de Chálki et de Rhodes et fait partie du dème de Chálki. L'îlot est classé par le réseau écologique européen Natura 2000 comme zone de protection spéciale pour les espèces : Goéland d'Audouin et Fauvette de Rüppell.